# Ringer-Europameisterschaften 1998
Die Ringer-Europameisterschaften 1998 fanden im griechisch-römischen Stil der Männer in Minsk und im Freistil der Männer und Frauen in Bratislava statt.

## Männer Griechisch-römisch

### Ergebnisse
| Klasse | Gold                              | Silber                      | Bronze          |
| ------ | --------------------------------- | --------------------------- | --------------- |
| -54 kg | Boris Wladimirowitsch Ambarzumow  | Natiq Eyvazov               | Marian Sandu    |
| -58 kg | Armen Nasarjan                    | Rafik Simonyan              | Igor Petrenko   |
| -63 kg | Şeref Eroğlu                      | Nikolai Alexejewitsch Monow | Oleg Litvinenko |
| -69 kg | Alexander Tretyakov               | Uladsimir Kapytau           | Adam Juretzko   |
| -76 kg | Murat Nausbijewitsch Kardanow     | Kwitscha Bichinaschwili     | Nazmi Avluca    |
| -85 kg | Hamza Yerlikaya                   | Sergei Anatoljewitsch Zwir  | Martin Lidberg  |
| -97 kg | Sergei Lishtvan                   | Mikael Ljungberg            | Hakkı Başar     |
| 130 kg | Alexander Alexandrowitsch Karelin | Heorhij Soldadse            | Sergei Mureiko  |

### Medaillenspiegel (Männer griechisch-römisch)
| Rang | Land          | Gold | Silber | Bronze |
| ---- | ------------- | ---- | ------ | ------ |
| 1    | Russland      | 4    | 3      | 0      |
| 2    | Türkei        | 2    | 0      | 2      |
| 3    | Belarus       | 1    | 1      | 1      |
| 4    | Bulgarien     | 1    | 0      | 1      |
| 5    | Ukraine       | 0    | 1      | 1      |
|      | Schweden      | 0    | 1      | 1      |
| 7    | Georgien      | 0    | 1      | 0      |
|      | Aserbaidschan | 0    | 1      | 0      |
| 9    | Deutschland   | 0    | 0      | 1      |
|      | Rumänien      | 0    | 0      | 1      |

## Männer Freistil

### Ergebnisse
| Klasse | Gold                             | Silber                          | Bronze                      |
| ------ | -------------------------------- | ------------------------------- | --------------------------- |
| -54 kg | Oleksandr Sacharuk               | Herman Kantojeu                 | Amiran Karndanof            |
| -58 kg | David Pogosjan                   | Murad Mustafajewitsch Umachanow | Evgeni Buslovich            |
| -63 kg | Serafim Barsakow                 | Sjarhej Smal                    | Elbrus Tedejew              |
| -69 kg | Yüksel Şanlı                     | Sasa Sasirow                    | Welichan Alachwerdijew      |
| -76 kg | Alexander Leipold                | Arajik Geworgjan                | Adam Chamidowitsch Saitijew |
| -85 kg | Buwaissar Chamidowitsch Saitijew | David Bichinashvili             | Jozef Lohyňa                |
| -97 kg | Eldari Luka Kurtanidse           | Marek Garmulewicz               | Awtandil Xantopoulos        |
| 130 kg | Aydın Polatçı                    | Milan Mazáč                     | David Musuľbes              |

### Medaillenspiegel (Männer Freistil)
| Rang | Land         | Gold | Silber | Bronze |
| ---- | ------------ | ---- | ------ | ------ |
| 1    | Türkei       | 2    | 0      | 0      |
|      | Georgien     | 2    | 0      | 0      |
| 3    | Ukraine      | 1    | 2      | 2      |
| 4    | Russland     | 1    | 1      | 3      |
| 5    | Deutschland  | 1    | 0      | 0      |
|      | Bulgarien    | 1    | 0      | 0      |
| 7    | Belarus      | 0    | 2      | 0      |
| 8    | Slowakei     | 0    | 1      | 1      |
| 9    | Armenien     | 0    | 1      | 0      |
|      | Polen        | 0    | 1      | 0      |
| 11   | Griechenland | 0    | 0      | 2      |

## Frauen Freistil

### Ergebnisse
| Klasse | Gold                           | Silber               | Bronze                       |
| ------ | ------------------------------ | -------------------- | ---------------------------- |
| -46 kg | Inga Alexejewna Karamtschakowa | Mette Barlie         | Farah Touchi                 |
| -51 kg | Elena Egochina                 | Tanja Sauter         | Angelique Berthenet-Hidalgo  |
| -56 kg | Anna Gomis                     | Sara Eriksson        | Diletta Giampiccolo          |
| -62 kg | Nikola Hartmann                | Stephanie Mary Gross | Lene Aanes                   |
| -68 kg | Ewelina Pruszko                | Galina Iwanowa       | Elmira Magomedowna Kurbanowa |
| -75 kg | Nina Englich                   | Tatyana Komarnicka   | Monika Kowalska              |

### Medaillenspiegel (Frauen Freistil)
| Rang | Land        | Gold | Silber | Bronze |
| ---- | ----------- | ---- | ------ | ------ |
| 1    | Russland    | 2    | 0      | 1      |
| 2    | Deutschland | 1    | 2      | 0      |
| 3    | Frankreich  | 1    | 0      | 2      |
| 4    | Polen       | 1    | 0      | 1      |
| 5    | Österreich  | 1    | 0      | 0      |
| 6    | Norwegen    | 0    | 1      | 1      |
| 7    | Ukraine     | 0    | 1      | 0      |
|      | Bulgarien   | 0    | 1      | 0      |
|      | Schweden    | 0    | 1      | 0      |
| 10   | Italien     | 0    | 0      | 1      |